# Nombre de reinado
Un nombre de reinado, nombre de reinante o nombre real es el nombre utilizado por monarcas y papas durante sus reinados. Desde la antigüedad, algunos monarcas han optado por utilizar un nombre diferente al original cuando acceden a la monarquía.
El nombre de reinado generalmente va seguido de un número de reinado, escrito como un número romano, para diferenciar a ese monarca de otros que han usado el mismo nombre mientras gobernaban el mismo reino. En algunos casos, el monarca tiene más de un nombre de reinado, pero el número de reinado se basa solo en uno de esos nombres, por ejemplo, Carlos X Gustavo de Suecia. Si un monarca reina en más de un reino, pueden tener diferentes ordinales en cada uno, ya que algunos reinos pueden haber tenido diferentes números de gobernantes con el mismo nombre de reinado. Por ejemplo, la misma persona fue el rey Jacobo VI de Escocia y el rey Jacobo I de Inglaterra.
El ordinal se suele utilizar para el primer titular del nombre, pero se usa en referencias históricas una vez que el nombre se usa nuevamente. Por lo tanto, la reina Isabel I de Inglaterra fue llamada simplemente «Isabel de Inglaterra» hasta el ascenso al trono de la reina Isabel II casi cuatro siglos después en 1952; las referencias históricas posteriores a la reina anterior se refieren retroactivamente a ella como Isabel I. Sin embargo, el zar Pablo I de Rusia, el rey Umberto I de Italia, el rey Juan Carlos I de España, el emperador Haile Selassie I de Etiopía y el papa Juan Pablo I utilizaron el ordinal I (primero) durante sus reinados, mientras que el papa Francisco no lo hizo. En inglés hablado, estos nombres se pronuncian como «Elizabeth the First», «Philip the Sixth», etc; mientras que en español se pronuncia como «Isabel Segunda» o «Felipe Sexto».
En algunos países de Asia, los monarcas tomaron o toman nombres de época. Si bien los nombres de era como tales no se usan en muchas monarquías, a veces las eras reciben el nombre de un monarca (generalmente de larga vida) o una sucesión de monarcas del mismo nombre. Esto es costumbre; no hay una regla formal o general. Por ejemplo, todo el período durante el cual una sucesión de cuatro Jorges (Jorge I, II, III y IV) de la dinastía Hannoveriana reinó en Gran Bretaña, se conoció como la era georgiana. Por el contrario, aunque hubo muchos Eduardos, la era eduardiana siempre se refiere al reinado de poco más de nueve años de Eduardo VII a principios del siglo XX. De igual forma, el reinado de la madre de este, la reina Victoria, de más de 63 años, fue conocido como la época Victoriana.